# Salm-Badenweiler
Salm-Badenweiler fou un comtat del Sacre Imperi Romanogermànic que es va formar el 1431 per divisió de [Salm-Vosges] o Salm Nou en dues parts:
- Salm-Vosges
- Salm-Badenweiler

El comtat de Salm-Badenweiler es va dividir al seu torn el 1529 en dues parts:
- Salm-Badenweiler
- Salm-Neuburg

A la mort del comte Joan VIII el 1600 el comtat de Salm-Badenweiler fou incorporat al ducat de Lorena.